# Euthalia modesta
Euthalia modesta är en fjärilsart som beskrevs av Hans Fruhstorfer 1906. Euthalia modesta ingår i släktet Euthalia och familjen praktfjärilar. Inga underarter finns listade i Catalogue of Life.